# Зипун

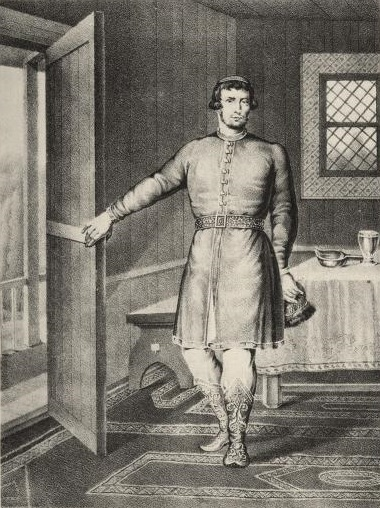
Зипун, тафья и шапка.

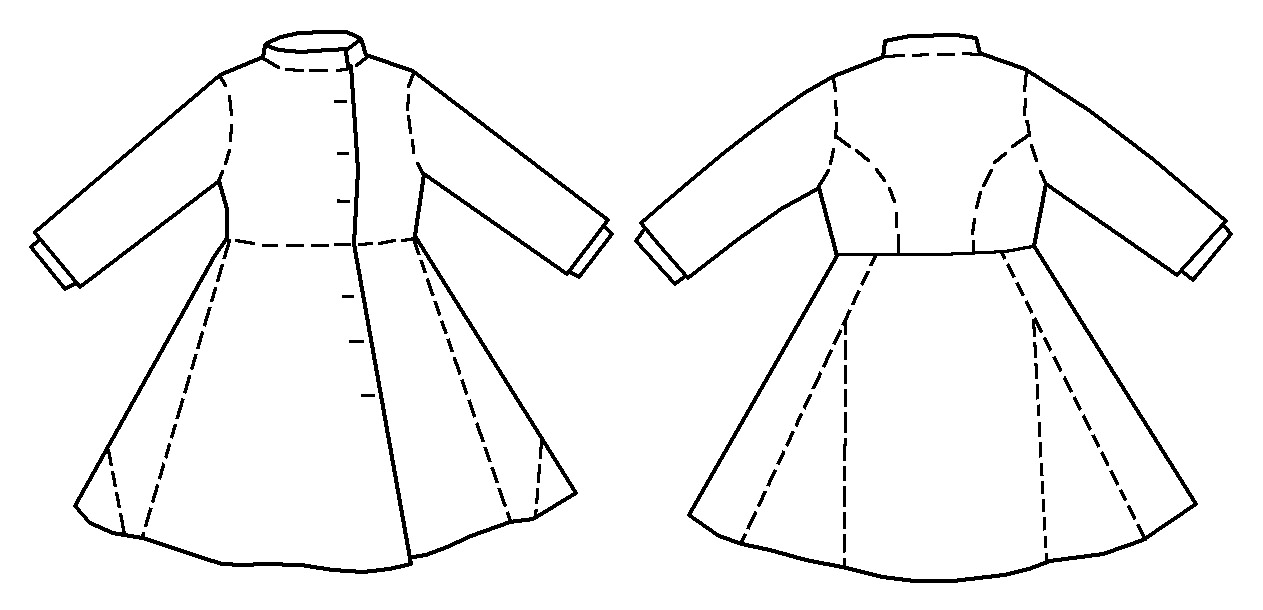
Покрой зипуна.

Зипу́н (полукафтан) — вид верхней одежды у крестьян. Представляет собой кафтан или пальто без воротника, изготовленный из грубого самодельного сукна ярких цветов со швами, отделанными контрастными шнурами.

## Описание
В письменных источниках впервые упоминается в «Домострое». Термин широко известен с XVII века, им обозначается мужская и женская верхняя одежда. Тогда зипуном называлась мужская наплечная одежда типа куртки, короткая, облегающая фигуру, с неширокими рукавами. Её надевали поверх рубахи под кафтан. Вероятно, в боярском костюме этого периода она играла роль современного жилета. В XVIII — начале XX века зипун как наплечная одежда входил в состав костюма донского казака. Он надевался на рубаху под бешмет. На большей части территории России в XVIII — начале XX века зипун бытовал только как верхняя одежда, он использовался как будничная и праздничная одежда крестьян весной и осенью, а также как одежда, надевавшаяся поверх основной верхней одежды в дорогу или во время ненастья. Праздничные зипуны изготавливались из фабричного сукна — чёрного, синего цветов; будничные — из белого или серого сукна домашней выработки, так называемого домотканого сукна. Как правило, это была двубортная одежда с длинными рукавами, без воротника или с маленьким стоячим воротником, застёгивающаяся справа налево на крючки или кожаные пуговицы и кожаные петли.